# Ángel Orué
Ángel Reinaldo Orué Echevarría (Luque, Departamento Central, Paraguay, 5 de enero de 1989) es un futbolista paraguayo. Juega de delantero.

## Trayectoria
Inició su carrera en las divisiones menores de Libertad y en 2009 debutó en Primera División de Paraguay. Luego de algunas temporadas buenas como el Clausura 2010 donde anota 12 goles. Se marcha transferido a Santiago Wanderers por 1 año.
Jugó la Copa Libertadores 2012 con el Club Nacional. A mediados del 2013 vuelve a Club Libertad para jugar la Copa Sudamericana 2013 donde llegó hasta los semifinales.
A inicios del 2015 se marcha al Club San José para jugar la Copa Libertadores 2015, donde le anotó un gol a River Plate. Luego se marcha del club por motivos personales.
A mediados del 2016 fichó por Ayacucho FC, jugando solo 4 partidos y salvándose en las últimas fechas del descenso.

## Clubes
| Equipo                        | Temporada     | Liga Local | Liga Local | Copas Local | Copas Local | Competición Internacional(1) | Competición Internacional(1) | Total | Total |
| Equipo                        | Temporada     | PJ         | Goles      | PJ          | Goles       | PJ                           | Goles                        | PJ    | Goles |
| ----------------------------- | ------------- | ---------- | ---------- | ----------- | ----------- | ---------------------------- | ---------------------------- | ----- | ----- |
| Libertad Paraguay             | Clausura 2009 | 4          | 1          | --          | --          | --                           | --                           | 4     | 1     |
| Libertad Paraguay             | Apertura 2010 | 1          | 2          | --          | --          | --                           | --                           | 1     | 2     |
| Libertad Paraguay             | Clausura 2010 | 18         | 12         | --          | --          | --                           | --                           | 18    | 12    |
| Libertad Paraguay             | Apertura 2011 | 18         | 1          | --          | --          | 7                            | 1                            | 18    | 2     |
| Libertad Paraguay             | Total         | 33         | 13         | --          | --          | 7                            | 1                            | 41    | 17    |
| Santiago Wanderers Chile      | Clausura 2011 | 10         | 3          | 2           | 0           | --                           | --                           |       |       |
| Santiago Wanderers Chile      | Total         | 12         | 3          | 2           | 0           | --                           | --                           | 12    | 3     |
| Nacional Paraguay             | 2012 - 2013   | 38         | 7          | --          | --          | 4                            | 0                            |       |       |
| Nacional Paraguay             | Total         | 38         | 7          | --          | --          | 4                            | 0                            | 45    | 7     |
| Libertad Paraguay             | 2013          | 8          | 0          | --          | --          | 2                            | 0                            |       |       |
| Libertad Paraguay             | Total         | 8          | 0          | --          | --          | 2                            | 0                            | 10    | 0     |
| 12 de Octubre Paraguay        | 2014          | 15         | 2          | --          | --          | --                           | --                           | --    | --    |
| 12 de Octubre Paraguay        | Total         | 15         | 2          | --          | --          | --                           | --                           | 15    | 2     |
| Douglas Haig Argentina        | 2014          | 18         | 4          | --          | --          | --                           | --                           | --    | --    |
| Douglas Haig Argentina        | Total         | 18         | 4          | --          | --          | --                           | --                           | 18    | 4     |
| San José · Bolivia            | 2015          | 5          | 1          | --          | --          | 3                            | 1                            | --    | --    |
| San José · Bolivia            | Total         | 5          | 1          | --          | --          | 3                            | 1                            | 6     | 2     |
| Liga de Loja · Ecuador        | 2015          | 17         | 2          | --          | --          | 2                            | 0                            | --    | --    |
| Liga de Loja · Ecuador        | Total         | 17         | 2          | --          | --          | 2                            | 0                            | 19    | 2     |
| KF Skënderbeu Korçë · Albania | 2016          | 1          | 0          | 1           | 0           | --                           | --                           | 2     | 0     |
| KF Skënderbeu Korçë · Albania | Total         | 1          | 0          | 1           | 0           | --                           | --                           | 2     | 0     |
| Ayacucho · Perú               | 2016          | 4          | 0          | --          | --          | --                           | --                           | --    | --    |
| Ayacucho · Perú               | Total         | 4          | 0          | --          | --          | --                           | --                           | 4     | 0     |
| Rubio Ñu Paraguay             | 2017 - 2018   | --         | --         | --          | --          | --                           | --                           | --    | --    |
| Rubio Ñu Paraguay             | Total         | --         | --         | --          | --          | --                           | --                           | --    | --    |
| Rubio Ñu Paraguay             | 2017 - 2018   | --         | --         | --          | --          | --                           | --                           | --    | --    |
| Rubio Ñu Paraguay             | Total         | --         | --         | --          | --          | --                           | --                           | --    | --    |
| General Díaz Paraguay         | 2018-presente | --         | --         | --          | --          | --                           | --                           | --    | --    |
| General Díaz Paraguay         | Total         | --         | --         | --          | --          | --                           | --                           | --    | --    |
| Total de su Carrera           |               | 143        | 32         | 3           | 0           | 18                           | 2                            | 172   | 37    |

Estadísticas actualizadas a la fecha: 10 de diciembre de 2011.
- 1Las copas internacionales se refieren a la Copa Libertadores.

## Palmarés

### Campeonatos nacionales
| Título           | Club             | País     | Año                          |
| ---------------- | ---------------- | -------- | ---------------------------- |
| Primera División | Libertad         | Paraguay | 2010-C                       |
| Primera División | Nacional         | Paraguay | Apertura 2013                |
| Primera División | Skënderbeu Korçë | Albania  | Superliga de Albania 2015/16 |